# Sede de la Biblioteca Nacional de España en Alcalá de Henares
La Sede de la Biblioteca Nacional de España en Alcalá de Henares es una sede secundaria de la Biblioteca Nacional de España en la ciudad de Alcalá de Henares, en la que desde 1986 están depositados una parte importante de los documentos del organismo. Se encuentran distribuidos en seis torres, una de ellas robotizada.

## Edificio
Diseñado por el arquitecto Francisco Fernández-Longoria Pinazo en 1986, se empezó a construir en 1988. Se sitúa en la Carretera de Alcalá de Henares a Meco en el punto kilométrico 1'6, dentro del Campus exterior de la Universidad de Alcalá. Forma un complejo arquitectónico modular, que consta de seis torres de planta cuadrada con estanterías, que en conjunto reúnen una longitud de más de 250 kilómetros. El edificio ha tenido varias ampliaciones para alcanzar los 40.000 m² construidos. En 1993 se finalizaron las obras de las tres primeras torres. En 2000 las instalaciones se ampliaron con otras dos torres, y un pabellón de servicios al público. En el año 2004 se abrió al público su Sala de Lectura, y en 2009 se construyó la sexta torre del complejo arquitectónico.
La torre robotizada mide 15 metros de altura, está diseñada para maximizar la capacidad de almacenamiento. Tiene una capacidad para dos millones de libros, fundamentalmente destinados a préstamo interbibliotecario. Con este robot se consigue localizar y mover los ejemplares mediante unos brazos mecánicos cuyos movimientos decide un sistema informático en el que está grabado todo el contenido del depósito. La instalación robotizada se complementa con un sistema de transporte mecanizado por vías que recorre el techo de los sótanos del edificio desde la salida del almacén hasta el centro de control del robot.

## Servicios
Actualmente alberga gran parte de la colección de la Biblioteca Nacional de España, unos 14 millones de documentos, distribuidos en 51 depósitos, uno de ellos robotizado. Cada año se incrementan los documentos depositados (monografías, fascículos de revistas y volúmenes de prensa) en más de medio millón. Cuenta con una sala de lectura con capacidad para 40 personas, y otra de catálogos. Además, se organizan actividades de divulgación y colaboración con otras bibliotecas e instituciones locales. Los libros depositados en ella se pueden distinguir en el Catálogo de la BNE porque incluyen la expresión "Sede de Alcalá".

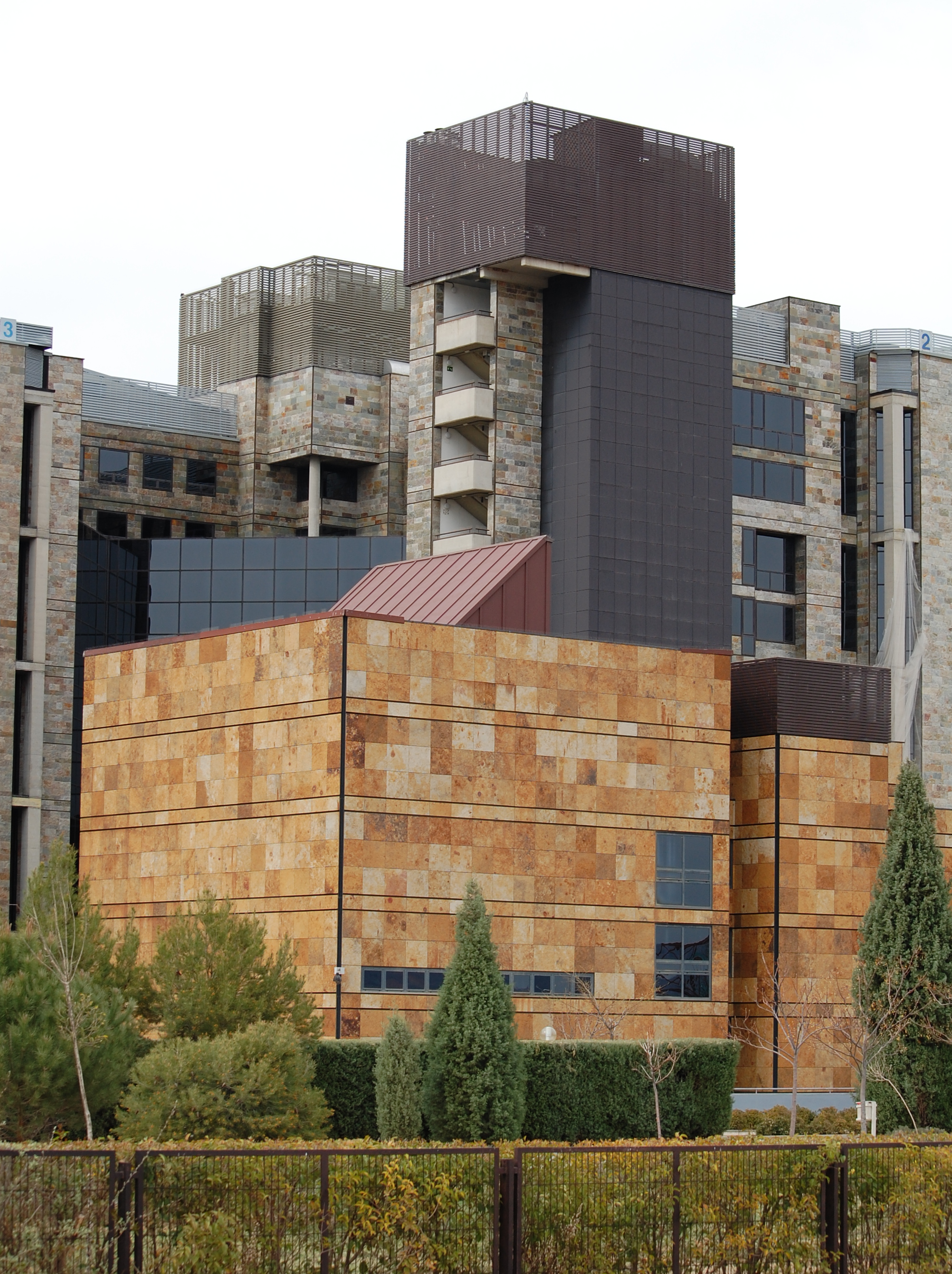
Detalle de la entrada principal.